# Record de France du lancer du disque
Pour un article plus général, voir Records de France d'athlétisme.
Le record de France senior du lancer du disque est détenu chez les hommes par Lolasson Djouhan avec la marque de 70,25 m, établie le 21 juin 2025 à Alès. Chez les femmes, le record national appartient à Mélina Robert-Michon, créditée de 66,73 m le 16 août 2016 lors des Jeux olympiques de Rio de Janeiro, un jet qui lui permet de décrocher la médaille d'argent.

## Chronologie du record de France

### Hommes
| Marque  | Athlète           | Date              | Lieu                 |
| ------- | ----------------- | ----------------- | -------------------- |
| 36,15 m | Raoul Paoli       | 8 juin 1908       | Saint-Cloud          |
| 39,13 m | André Tison       | 5 juillet 1908    | Saint-Cloud          |
| 41,25 m | André Tison       | 27 juin 1909      | Colombes             |
| 41,58 m | André Tison       | 8 juin 1913       | Colombes             |
| 42,02 m | Daniel Pierre     | 11 juin 1922      | Bruxelles            |
| 44,09 m | Jules Noël        | 10 juin 1928      | Colombes             |
| 45,18 m | Jules Noël        | 26 août 1928      | Strasbourg           |
| 46,35 m | Jules Noël        | 6 juillet 1929    | Colombes             |
| 47,44 m | Jules Noël        | 18 août 1929      | Troyes               |
| 47,92 m | Paul Winter       | 31 août 1930      | Hanovre              |
| 48,73 m | Jules Noël        | 13 septembre 1931 | Suresnes             |
| 48,80 m | Paul Winter       | 20 septembre 1931 | Saint-Cloud          |
| 50,71 m | Paul Winter       | 11 septembre 1932 | Colmar               |
| 51,59 m | Serge Grisoni     | 7 août 1958       | Poitiers             |
| 52,25 m | Pierre Alard      | 24 juin 1959      | Paris                |
| 52,50 m | Pierre Alard      | 8 mai 1960        | Dijon                |
| 52,88 m | Pierre Alard      | 23 juillet 1960   | Colombes             |
| 53,28 m | Pierre Alard      | 8 octobre 1960    | Milan                |
| 53,69 m | Pierre Alard      | 9 juillet 1961    | Colombes             |
| 53,90 m | Pierre Alard      | 24 septembre 1961 | Colombes             |
| 54,55 m | Pierre Alard      | 2 septembre 1962  | Helsinki             |
| 55,32 m | Pierre Alard      | 30 septembre 1962 | Colombes             |
| 56,54 m | Raymond Baché     | 12 juillet 1969   | La Baule-Escoublac   |
| 57,02 m | Jacques Nys       | 20 septembre 1970 | Oignies              |
| 57,10 m | Jacques Nys       | 18 juin 1972      | Sallaumines          |
| 57,80 m | Michel Chabrier   | 5 juillet 1972    | Colombes             |
| 58,08 m | Frédéric Piette   | 1er avril 1973    | Oignies              |
| 58,38 m | Frédéric Piette   | 15 septembre 1973 | Oignies              |
| 58,98 m | Frédéric Piette   | 1er juin 1974     | Oignies              |
| 59,76 m | Frédéric Piette   | 21 septembre 1974 | Sallaumines          |
| 60,96 m | Frédéric Piette   | 20 septembre 1975 | Sallaumines          |
| 61,26 m | Frédéric Piette   | 10 septembre 1977 | Oignies              |
| 61,76 m | Frédéric Piette   | 10 septembre 1977 | Oignies              |
| 62,36 m | Patrick Journoud  | 9 juillet 1987    | L'Isle-sur-la-Sorgue |
| 63,02 m | Patrick Journoud  | 14 juillet 1988   | L'Isle-sur-la-Sorgue |
| 64,74 m | Jean Pons         | 28 mai 1997       | Salon-de-Provence    |
| 68,90 m | Jean-Claude Retel | 17 juillet 2002   | Salon-de-Provence    |
| 70,25 m | Lolassonn Djouhan | 21 juin 2025      | Alès                 |

### Femmes
| Temps   | Athlète              | Date              | Lieu                |
| ------- | -------------------- | ----------------- | ------------------- |
| 25,71 m | Lucie Petit          | 17 juin 1923      | Paris               |
| 26,55 m | Yvonne Tembouret     | 15 juillet 1923   | Bourges             |
| 27,39 m | Yvonne Tembouret     | 23 septembre 1923 | Paris               |
| 27,70 m | Lucie Petit          | 14 juillet 1924   | Paris               |
| 30,22 m | Lucienne Velu        | 14 septembre 1924 | Paris               |
| 34,10 m | Lucienne Velu        | 3 octobre 1926    | Paris               |
| 35,14 m | Lucienne Velu        | 10 juillet 1927   | Roubaix             |
| 35,41 m | Lucienne Velu        | 26 juin 1932      | Elberfeld           |
| 35,60 m | Lucienne Velu        | 10 juillet 1932   | Saint-Maur          |
| 36,54 m | Lucienne Velu        | 24 juillet 1932   | Paris               |
| 37,81 m | Lucienne Velu        | 31 juillet 1932   | Paris               |
| 38,14 m | Jacqueline Mazéas    | 14 juillet 1946   | Bordeaux            |
| 38,33 m | Jacqueline Mazéas    | 11 août 1946      | Strasbourg          |
| 38,83 m | Paulette Veste       | 30 mai 1948       | Soissons            |
| 40,49 m | Jacqueline Mazéas    | 13 juin 1948      | Amsterdam           |
| 40,95 m | Paulette Veste       | 11 juillet 1948   | Colombes            |
| 41,92 m | Micheline Ostermeyer | 30 juillet 1948   | Londres             |
| 42,80 m | Micheline Ostermeyer | 9 octobre 1949    | Athènes             |
| 43,88 m | Micheline Ostermeyer | 11 juin 1950      | Colombes            |
| 44,40 m | Micheline Ostermeyer | 2 juillet 1950    | Paris               |
| 45,08 m | Pierrette Boutin     | 5 juin 1960       | Sélestat            |
| 45,08 m | Marthe Bretelle      | 15 avril 1961     | Arles               |
| 45,96 m | Marthe Bretelle      | 14 mai 1961       | Paris               |
| 47,98 m | Marthe Bretelle      | 18 juin 1961      | Lille               |
| 48,36 m | Marthe Bretelle      | 10 juillet 1966   | Saint-Maur          |
| 48,54 m | Claudie Cuvelier     | 19 mars 1967      | Marseille           |
| 49,70 m | Claudie Cuvelier     | 9 juillet 1967    | Aubigny-sur-Nère    |
| 50,82 m | Claudie Cuvelier     | 31 mai 1969       | Sochaux             |
| 50,88 m | Nicole Pierotti      | 14 mai 1972       | Colombes            |
| 51,66 m | Nicole Pierotti      | 16 juillet 1972   | Paris               |
| 51,66 m | Catherine Bazin      | 7 juillet 1973    | Colombes            |
| 52,92 m | Catherine Bazin      | 22 juillet 1973   | Colombes            |
| 53,20 m | Noëlle Jarry         | 4 août 1975       | Bydgoszcz           |
| 53,42 m | Isabelle Accambray   | 23 septembre 1981 | Issy-les-Moulineaux |
| 53,52 m | Isabelle Accambray   | 7 novembre 1981   | Pirae               |
| 53,98 m | Isabelle Accambray   | 2 mai 1982        | Nice                |
| 54,52 m | Isabelle Accambray   | 15 mai 1982       | Fort-de-France      |
| 55,04 m | Isabelle Accambray   | 5 juin 1982       | Reims               |
| 56,28 m | Isabelle Accambray   | 22 août 1982      | Steinkjer           |
| 56,48 m | Catherine Beauvais   | 30 juillet 1983   | Lisbonne            |
| 57,50 m | Catherine Beauvais   | 18 août 1983      | Thonon-les-Bains    |
| 59,04 m | Patricia Katona      | 21 avril 1984     | Szentes             |
| 59,16 m | Agnès Teppe          | 2 octobre 1991    | Salon-de-Provence   |
| 60,14 m | Agnès Teppe          | 21 mai 1992       | Marseille           |
| 62,02 m | Isabelle Devaluez    | 15 juin 1996      | La Garde            |
| 62,08 m | Mélina Robert-Michon | 3 juin 2000       | Arles               |
| 63,19 m | Mélina Robert-Michon | 26 juin 2000      | Marseille           |
| 63,87 m | Mélina Robert-Michon | 13 juin 2001      | Miramas             |
| 65,78 m | Mélina Robert-Michon | 17 juillet 2002   | Salon-de-Provence   |
| 66,28 m | Mélina Robert-Michon | 11 août 2013      | Moscou              |
| 66,73 m | Mélina Robert-Michon | 16 août 2016      | Rio de Janeiro      |